# Кукрекская культура
Кукрекская культура — археологическая культура, или культурно-историческая общность позднего мезолита (середина 8 — конец 7 тыс. до н. э.) Название связано с эпонимной стоянкой Кукрек в Крыму. Существовала на территории Северного Причерноморья Украины, степного и предгорного Крыма, а также на причерноморском побережье Молдовы. На сегодняшний день известно более 20 памятников данной культуры.

## Возникновение и распространение
Большинство исследователей считает, что кукрекская культура представляла собой новый этап развития позднепалеолитической анетовской культурной общности, существовавшей в среднем течении реки Южный Буг. Усовершенствование технологии производства позволило кукрекским племенам расселиться вплоть до бассейна Прута на западе и Днепра на востоке. Этот процесс археологически фиксируется на памятниках с выразительными кукрекскими комплексами — Гвоздёво, Синюхин брод, Абузова балка, Софиевка в среднем Побужье, Бубинка, Бубинка І, Сагайдак в Поингулье, Мирное, Траповка в Дунайско-Днестровском междуречье.

## Характеристика
Для кукрекской культуры характерны высокий уровень изготовления орудий труда на отщепах и техники скола микролитических пластин.
Жилища — наземные и полуземлянки. Так, на стоянке Игрень VIII (близ современного Днепра), хронологически относящейся к данной культуре, были исследованы жилища, имевшие коническое покрытие из жердей с наклоном к центру, переплетенных лозой и покрытых тростником. Д. Я. Телегин считал это конкретным свидетельством продолжения традиций строительства времён позднего палеолита (Межирича, Мизина, Гонцов), имевшего параллели в Сороках 2 (Молдавия). Из Игреньского поселения происходит известная находка — роговая мотыга.
Погребения сильно скорченные с руками перед лицом, в Васильевке III семь массивные протоевропеоидов вытянуты на спине.

## Дальнейшее развитие
Потомками кукрекской были несколько ранненеолитических культур с пережитками мезолита — буго-днестровская, азово-днепровская, алексеевская, сурско-днепровская.